# تاسك أوتسورسينغ
تاسك أوتسورسينغ هي شركة خدمات لتوظيف وإدارة الموارد البشرية في منطقة الشرق الأوسط، مقرها في دبي، الإمارات العربية المتحدة. تأسست في نوفمبر 2007 على يد ماهيش شهدادبوري، ونمت بشكل هائل على مدى السنوات الماضية، حتى بات لديها وجود جغرافي في 68 دولة، وتخدم أكثر من 450 عميلاً من خلال شبكتها في منطقة الشرق الأوسط وشمال إفريقيا.
في عام 2023، اُعتبرت تاسك من أفضل 1% من شركات التوظيف على مستوى العالم من حيث الإيرادات. أسست تاسك منذ البداية فرق لمختلف الشركات في دول مجلس التعاون الخليجي، بما في ذلك المناطق الحرة، وتوظف الآن أكثر من 5000 موظف. حصلت تاسك على أكثر من 22 جائزة في صناعة خدمات التوظيف والموارد البشرية في منطقة الشرق الأوسط.

## التاريخ
التأسيس والبدايات الأولى (2007-2014)
تأسست تاسك أوتسورسينغ في عام 2007 على يد ماهيش شهدادبوري. برأس مال مبدئي يقدر بحوالي 150,000 دولار، بنيت تاسك أوتسورسينغ كمشروع حقق أرباحاً تقترب من 100 مليون دولار خلال السنوات الست الأولى. نما فريق عمل تاسك أوتسورسينغ ليصل إلى 3000 موظف يعملون في مجالات متنوعة مثل تكنولوجيا المعلومات، التجزئة، مراكز الاتصال، الخدمات المالية، دعم الإدارة، وصناعة النفط والغاز.
النمو السريع والتاريخ الحديث (2015-الحاضر)
فازت تاسك بأول عميل كبير في عام 2008، وبحلول عام 2015، نمت لتصبح شركة لديها قاعدة من العُملاء تضم أكثر من 3000 شخص. وفي عام 2015، بدأت تاسك باستخدام برنامج تخطيط موارد المؤسسات من نظام رامكو.
منذ ذلك الحين، نمت الشركة لتصبح واحدة من أكبر مزودي الخدمات للمقاولين والمتخصصين عن بعد في منطقة الشرق الأوسط، مع قاعدة من العُملاء تضم أكثر من 5500 شخصاً من 68 دولة وتشمل 76 وظيفة مختلفة. حتى عام 2023، تتعاون تاسك مع أكثر من 450 شركة في المنطقة.
في 11 يوليو 2021، خضعت تاسك أوتسورسينغ لعملية إعادة تسمية وأطلقت شعار جديد.

## الخدمات
توفر تاسك أوتسورسينغ مجموعة من خدمات الموارد البشرية والتوظيف التي تلبي احتياجات مختلف القطاعات:
- التوظيف التعاقدي: توفر TASC حلول توظيف مؤقتة وطويلة الأجل تساعد الشركات على توسيع نطاق قوتها العاملة حسب الحاجة. يمكن لهؤلاء الموظفين المتعاقدين تقديم الدعم الأساسي خلال مواسم الذروة أو المشاريع الكبيرة.
- التوظيف الدائم: تقدم TASC كذلك خدمات للعثور على موظفين بدوام كامل وتوظيفهم للشركات. إنهم يزودون المرشحين و يفحصونهم و يجرون مقابلات معهم للعثور على أفضل ما يناسب احتياجات كل شركة.
- التوظيف عن بُعد 360: يسمح للشركات بالعثور على العاملين عن بعد وتوظيفهم. فهو يوسع مجموعة المواهب إلى ما هو أبعد من الحدود الجغرافية ويمكن أن يؤدي إلى وفورات في التكاليف وتحسين الوصول إلى المهارات المتخصصة.
- المشورة من الموارد البشرية: تُقدم TASC المشورة الإستراتيجية والحلول العملية لقضايا الموارد البشرية. يمكن أن يشمل ذلك كل شيء بدءًا من تطوير سياسات الموارد البشرية وحتى تنفيذ أنظمة إدارة الأداء.
- إدارة الرواتب: تُقدِّم TASC خدمات لإدارة كشوف المرتبات للشركات. ويشمل ذلك حساب الأجور وإدارة الاستقطاعات والمزايا وضمان الامتثال لقوانين ولوائح العمل المحلية.
- الخدمات الخارجية: توفر شركة TASC حلولاً للشركات التي تتطلع إلى إنشاء أو توسيع عملياتها في الخارج. ويشمل ذلك اكتساب المواهب وإدارة كشوف المرتبات وخدمات الموارد البشرية في الموقع الخارجي.
- خدمات PEO: باعتبارها منظمة أصحاب عمل محترفين (PEO)، تشارك TASC في توظيف القوى العاملة و تتولى مسؤوليات إدارة الموارد البشرية. يتضمن ذلك كل شيء بدءًا من الرواتب والمزايا وحتى الامتثال وإدارة المخاطر.

## الشركات التابعة
قامت مجموعة تاسك بتنويع خدماتها المقدمة من خلال إطلاق علامات تجارية مختلفة:

### تاسك بروفTASC PROF  (2008 – حتى الآن)
توفر خدمات التوظيف في قطاعات الصناعة المتنوعة مثل المالية والقانونية والمشتريات والموارد البشرية والمبيعات والتسويق. بالإضافة إلى التوظيف، كما تقدم أيضًا التدريب التنفيذي، واستشارات الأعمال، والتقييمات النفسية والتقنية، ومعلومات السوق.

### تاسك تيمبTASC Temp  (2017 – حتى الآن)
تاسك تيمب  TASC Tempعبارة عن منصة رقمية للتوظيف المؤقت تقدم خدماتها للشركات التي تحتاج إلى موارد للمشاريع قصيرة الأجل، لتغطية غياب الموظفين في الإجازات الطويلة مثل الأمومة، لمدة تتراوح من 5 أيام إلى 6 أشهر.

### ايكيو AIQU (2019 – حتى الآن)
تقوم ايكيو AIQU بتوفير متخصصي التكنولوجيا بالمنظمات التي تسعى إلى تنفيذ مشاريع تقنية عالية التأثير. تم إطلاق ايكيو AIQU في عام 2019، وتوفر حلول التوظيف التقنية عبر ستة تخصصات بما في ذلك الرقمنة، وهندسة البرمجيات، وذكاء الأعمال، والبيانات الضخمة والتحليلات، والبنية التحتية لتكنولوجيا المعلومات والأمن السيبراني، وتخطيط موارد المؤسسات وإدارة علاقات العملاء، والجرائم المالية والامتثال.

### فيوتشر مايلز Future Milez  (2012 – حتى الآن)
استجابة لارتفاع الطلب على سائقي التوصيل، تم إطلاق فيوتشر مايلز Future Milez في عام 2021 كجزء من مجموعة تاسك. وأصبحت شركة التوصيل المفضلة وشريك الاستعانة بمصادر خارجية لبعض أكبر العلامات التجارية في دولة الإمارات العربية المتحدة، حيث تخدم صناعات مثل البيع بالتجزئة والبقالة والأزياء والإلكترونيات الاستهلاكية.

### تاسك لخدمات الأعمال TASC Corporate Services  (2022 – حتى الآن)
شريك تجاري استراتيجي يقدم مجموعة واسعة من خدمات إعداد الشركات والأعمال. تعمل شركة تاسك لخدمات الأعمال TASC Corporate Services، التي تعمل في منطقة دول مجلس التعاون الخليجي، على توفير خدمات مثل إدارة العلاقات الحكومية PRO/GRO، وإعداد الأعمال، والاستعانة بمصادر خارجية لكشوف مسيرات الرواتب، والاستعانة بمصادر خارجية/استشارات الموارد البشرية، وخدمات التحول الرقمي.

## فريق القادة التنفيذيين
- ماهيش شاهداد بوري – المؤسس والمدير التنفيذي
- ريتشارد جاكسون – الرئيس التنفيذي للعمليات، تاسك اوتسورسينغ[3]
- عباس علي – الرئيس التنفيذي للنمو، تاسك اوتسورسينغ[4]
- تشاندي فيليب – الرئيس التنفيذي للمالية، تاسك اوتسورسينغ
- أنيرود غوش – نائب أول للرئيس، تاسك لخدمات الأعمال[5]
- أنيل سينغ – نائب أول للرئيس ورئيس تاسك السعودية، تاسك السعودية[6]
- محمد جواد – نائب أول للرئيس، للمبيعات، تاسك أوتسورسينغ وايكيو[7]
- بيدرو لاسيردا – نائب أول للرئيس، تاسك أوتسورسينغ
- مانجولا أريكيري – نائب الرئيس للتوظيف، تاسك أوتسورسينغ[8]

## المسؤولية المجتمعية
تؤمن تاسك بأهمية رد الجميل للمجتمع، وعلى هذا النحو، كانت جزءًا من المبادرات المجتمعية المختلفة على مر السنين.
رعاية الحيوان: أظهرت تاسك دعمها لرعاية الحيوانات من خلال دعم مركز الكلاب الضالة في أم القيوين.
دعم ذوي الإعاقة: تعاونت تاسك أيضًا مع مركز تنمية المستقبل لذوي الاحتياجات الخاصة في دبي، حيث تطوعت لقضاء بعض الوقت مع الأطفال، والمشاركة في أنشطة مثل الرسم وممارسة الألعاب.
التعاون الفني: تعاونت تاسك مؤخرًا مع الأطفال ذوي الاحتياجات الخاصة لإنشاء أعمال فنية ليومياتهم السنوية للشركات. تمنح هذه المبادرة للأطفال ذوي الاحتياجات الخاصة منصة لعرض مواهبهم الفنية وتعزز الشمولية.
حملات التبرع بالدم: منذ عام 2017، أبرمت تاسك شراكة مع هيئة الصحة بدبي لاستضافة حملات للتبرع بالدم.
صندوق إغاثة كوفيد-19: استجابةً للوباء العالمي، أنشأت تاسك صندوق إغاثة كوفيد-19 لموظفيها. تم إنشاء الصندوق لتقديم المساعدة المالية للموظفين الذين تضرروا بشدة من الوباء، وتقديم الدعم خلال هذه الأوقات الصعبة.

## الجوائز والتكريمات
- شهادة تاسك السعودية معتمدة كمكان عمل رائد (2022-2023).[9]
- جائزة جودة دبي للتقدير (2019).[10]
- وكالة لينكد إن للتوظيف في أوروبا والشرق الأوسط وأفريقيا ضمن أفضل 25 وكالة توظيف مشتركة اجتماعياً (2021 و2022).[11]
- جائزة الشيخ محمد بن راشد آل مكتوم لريادة الأعمال (2019).[12]
- جائزة سوبر براند (2019، 2018، 2017).[12]
- اعترفت مجلة بلومبيرغ بالرئيس التنفيذي ماهيش شهدادبوري بأنه "المغير اللعبة في مجال الاستعانة بالخارج في الشرق الأوسط" (2018).[13]
- جائزة سيملس لأفضل إطلاق لموقع الويب للعام 2018 على www.tasctemp.com.
- مجلة فوربس: أفضل 100 صاحب أعمال هندي في العالم العربي (2018، 2017، 2015).[14][15]
- جائزة الشيخ خليفة للتميز (2016 و2019).[16]
- جائزة أفضل مورد للموارد البشرية من إتصالات (2016 و2022).
- جائزة رضا العملاء في منطقة الشرق الأوسط وشمال أفريقيا (2016).
- جائزة الرئيس التنفيذي الشرق الأوسط (2014).[17]
- جائزة رائد الأعمال: مبتكر العام (2014).
- جائزة دبي للشركات الصغيرة والمتوسطة 100 (2013).
- جائزة أرابيا فاست 500 (2012).[18]